# Константиние (журнал)

Обложка журнала с надписью «Операции мучеников за веру разрешены и законны»

«Константиние» (тур. Konstantiniyye) — журнал Исламского государства, выпускаемый в интернете на турецком языке. Название отсылает к османскому названию Стамбула (Константинополя) до его завоевания армией османов в 1453 году. Журнал издаётся медиа-подразделением «Al-Hayat Media Center».
Первый номер вышел в июне 2015 года на 46 страницах. В статье «Иммиграция» говорилось, что Исламское государство рассматривает Турцию не как поле боя, а как обширный источник людских ресурсов. Мусульманам Турции, в частности, занятым в области машиностроения, здравоохранения, образования и военным, предлагается эмигрировать в ИГ. В целом в статьях первого выпуска не было призывов к атакам против Турции.
Однако во втором номере (после того, как Анкара ужесточила позицию в отношении ИГ) тон статей изменился, журнал выступил с критикой президента Эрдогана — его назвали «тираном», Турция названа «режимом тагута», а Рабочая партия Курдистана и Демократическая партия народов — «безбожными бандами».
В другом номере ИГ выступило с угрозами в адрес турецких военных: «Разрешено убивать их, а их место — в аду». В статье «Турецкая армия убивает мусульман вместе с НАТО» говорилось о войсках Турции в Афганистане, службу в армии и полиции государств под властью «тагута» журнал назвал «кощунством».